# Senada Halilčević
Senada Halilčević (Tuzla, Bosnia y Herzegovina, 1976) es una activista por los derechos de las personas con discapacidad intelectual. Es presidenta de la Plataforma Europea de Auto Representantes (EPSA) y vicepresidenta de Inclusion Europe. Halilčević promueve la vida en comunidad con apoyos y desinstitucionalización de las personas con discapacidad intelectual.

## Biografía
Halilčević vivió hasta los 30 años en instituciones debido a su discapacidad intelectual. Cuando era niña, estuvo en un centro de rehabilitación y terminó la educación especial allí. Se graduó como tejedora en el Centro para la Educación Dubrava. Tras su graduación, residió en Hvar. Allí no pudo encontrar un trabajo para su profesión o encontrar cualquier otro tipo de empleo. Actualmente, ella vive de forma autónoma en Zagreb y trabaja en la ASA, la Asociación de Auto Representantes de Croacia.

## Principales ideas
Algunas de las ideas que Halilčević defiende son:
- La educación y el empleo son piezas clave para vivir de forma autónoma.
- Las leyes existentes deben cambiar para respetar la Convención sobre los Derechos de las Personas con Discapacidad.
- A muchas de las personas con discapacidad que han vivido en instituciones se les ha negado el acceso a la educación o han recibido una educación inadecuada, lo que les impide estar preparadas para encontrar un empleo.
- Muchas escuelas especiales enseñan profesiones poco demandadas en el mercado abierto.
- A menudo se atiende a las personas con menos discapacidad, desatendiendo a personas con grandes necesidades de apoyo.
- Se debe cambiar la forma en que las instituciones proveedoras de servicio tratan y trabajan con las personas con discapacidad intelectual. Desde estos servicios, se debe capacitar y empoderar a las personas para que puedan expresar sus opiniones, necesidades y deseos. Ninguna persona podrá ser autónoma mientras no pueda tomar sus propias decisiones.
- En lugar de grandes instituciones que aíslan a las personas con discapacidad, se deben crear pequeñas viviendas ligadas a la comunidad.
- Las personas con discapacidad deben participar activamente en la planificación, ejecución y seguimiento de proyectos de desinstitucionalización y en la planificación de los servicios basados en la comunidad.[4]
- La accesibilidad cognitiva es fundamental para promover la vida en la comunidad de las personas con discapacidad intelectual.[5]

## Trayectoria
Halilčević intervino en 2016 en la 15.ª reunión celebrada en Ginebra del Comité de las Naciones Unidas sobre los Derechos de las Personas con Discapacidad. En esta reunión, se organizó un día de debate general sobre el artículo 19 de la Convención sobre los Derechos de las Personas con Discapacidad. Se trata del artículo que enuncia el derecho a vivir de forma independiente y ser incluido en la comunidad. 
El evento reunió a personas expertas del mundo académico y de la sociedad civil. En él, se discutió sobre las brechas para promover la vida independiente y la inclusión en la comunidad y el desarrollo de normativa y legislación. Las conclusiones del encuentro se tendrán en cuenta por parte del Comité para desarrollar una observación general sobre el artículo 19 de la Convención.
Halilčević ha intervenido en eventos en España como las jornadas de auto representantes Construimos Mundo de 2015 o el Congreso Internacional Mujer y Discapacidad celebrado en 2017 en Ávila.